# Piève
Piève (korsisch A Pieve; italienisch Pieve) ist eine Gemeinde im französischen Département Haute-Corse auf Korsika mit 121 Einwohnern (Stand: 2007). Piève gehört zum Kanton Biguglia-Nebbio.

## Lage
Die Nachbargemeinden sind Rapale im Nordosten, Murato im Osten, Bigorno im Südosten, Lento im Süden, Pietralba im Südwesten, Sorio im Westen sowie San-Gavino-di-Tenda und Santo-Pietro-di-Tenda Nordwesten. Der Ort liegt im Gebirge und ist über Nebenstraßen entweder von Norden kommend über die D 81 oder von Osten über die D 5 erreichbar.

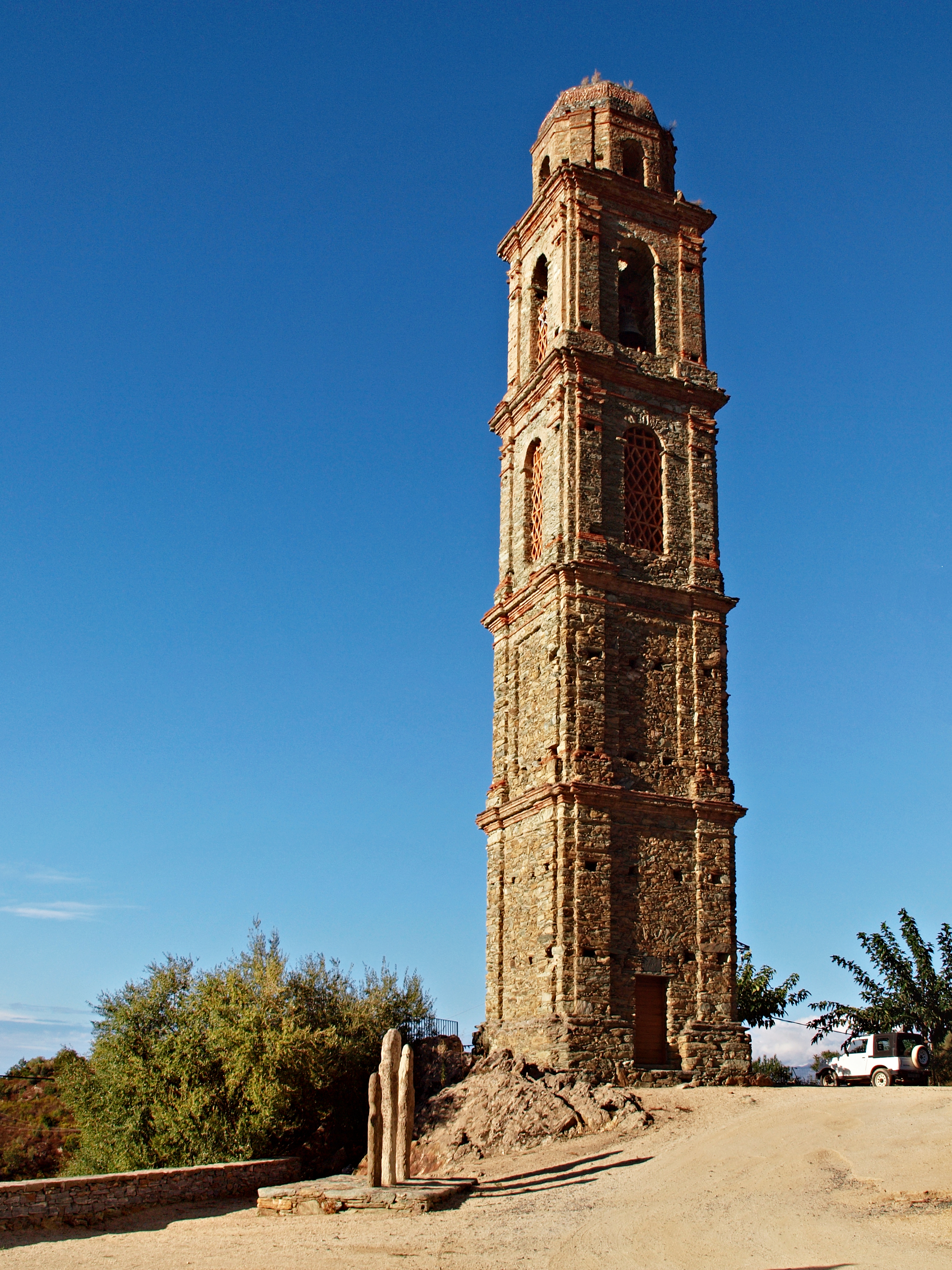
Campanile mit Menhiren

| Jahr      | 1962 | 1968 | 1975 | 1982 | 1990 | 1999 | 2006 | 2017 |
| --------- | ---- | ---- | ---- | ---- | ---- | ---- | ---- | ---- |
| Einwohner | 42   | 61   | 61   | 61   | 75   | 85   | 114  | 121  |

## Sehenswürdigkeiten
Im Ort wurden vor dem Turm der Kirche San Quilico die drei Statuenmenhire von Piève aufgestellt, die im Bereich des Berges Monte Revincu gefunden wurden.

## Belege
1. ↑  https://www.stonepages.com/corsica/pieve.html